# Gedompol
Gedompol is een bestuurslaag in het regentschap Pacitan van de provincie Oost-Java, Indonesië. Gedompol telt 2962 inwoners (volkstelling 2010).